# ときめいてハットトリック-GET HAT TRICK-
『ときめいてハットトリック-GET HAT TRICK-』（ときめいてハットトリック ゲット・ハット・トリック）は、1993年（平成5年）3月24日に発売された村井亜紀 with NOBU-SONSのシングル。

## 解説
「ハットトリック」とはサッカー用語の一つであり、詳しくは当該リンク参照。当初は天野真木子が歌っていたが、後に村井亜紀 with NOBU-SONSがカバー、1993年Jリーグ開幕に伴い、サンフレッチェ広島の応援歌として発売される。
サンフレッチェ広島の試合が広島ビッグアーチ（エディオンスタジアム広島）で行われる日には、最寄り駅である広島高速交通・広域公園前駅構内にてこの曲が流れている。2006年以降、「光の射すほうへ」（THE CRANE FLY）をオフィシャルイメージソングとして主に使用しているが、現在でもこちらを使用する場合が多々ある。
ちなみに、Jリーグ開幕時に他のオリジナル10が発売した楽曲は以下の通り。現在ほとんどのクラブでは使用されることはなくなってきている。
- 「ANTLERS」鹿島アントラーズ
- 「We are Diamonds」浦和レッドダイヤモンズ
- 「FIGHT FOR A WIN」ジェフユナイテッド市原
- 「SAMBA DE VERDY」ヴェルディ川崎
- 「YOKOHAMA FIGHT ON!」横浜マリノス
- 「Victory」横浜フリューゲルス
- 「SENSATIONAL WIND」清水エスパルス
- 「HERE WE GO」名古屋グランパスエイト
- 「太陽のイレブン」ガンバ大阪

2015年には、サンフレッチェ広島を応援する「サンフレッチェ・レディース」を務めているSPL∞ASHがこの曲をカバーしたCD「ときめいてハットトリック2015」が発売された。

## 収録曲
1. ときめいてハットトリック-GET HAT TRICK-
  - 作詞:高村圭／作曲:高橋一之
2. FORZA SANFRECCE
  - 作曲:小林信吾
3. ときめいてハットトリック-GET HAT TRICK-
  - 作曲:高橋一之

## カタログ
- CD:VIDL-10329